# Odaliska

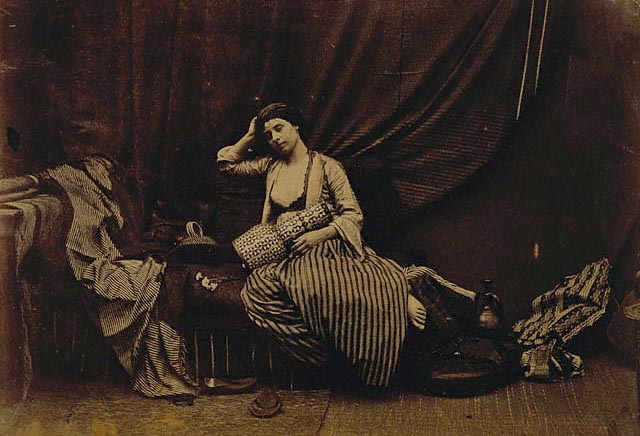
Roger Fenton – Sedící odaliska

Odaliska (turecky Odalık) byla otrokyně v sultánově paláci v Osmanské říši, která sloužila sultánovým ženám. Později se mohla ve svém postavení stát jednou ze sultánových žen. Řada odalisek pracovala v harému. 

## Etymologie
Slovo se objevuje ve francouzské formě a pochází z tureckého odalık, což znamená, pokojská, ze základu oda = „komora“ nebo „pokoj“. Rovněž může být transliterovaný odahlic, odalisk nebo odaliq.

## Status odalisky
Odalisky byly stejně jako otroci obvykle dobrým dárkem pro sultána. Pokud byla mimořádně krásná nebo měla výjimečné nadání v tanci či zpěvu, mohla se stát konkubínou. Mohla pak sultánovi sloužit sexuálně v rámci pohlavního styku. Pokud milostný akt se sultánem vedl k narození syna, mohla se nakonec stát jednou z jeho manželek.

## Galerie

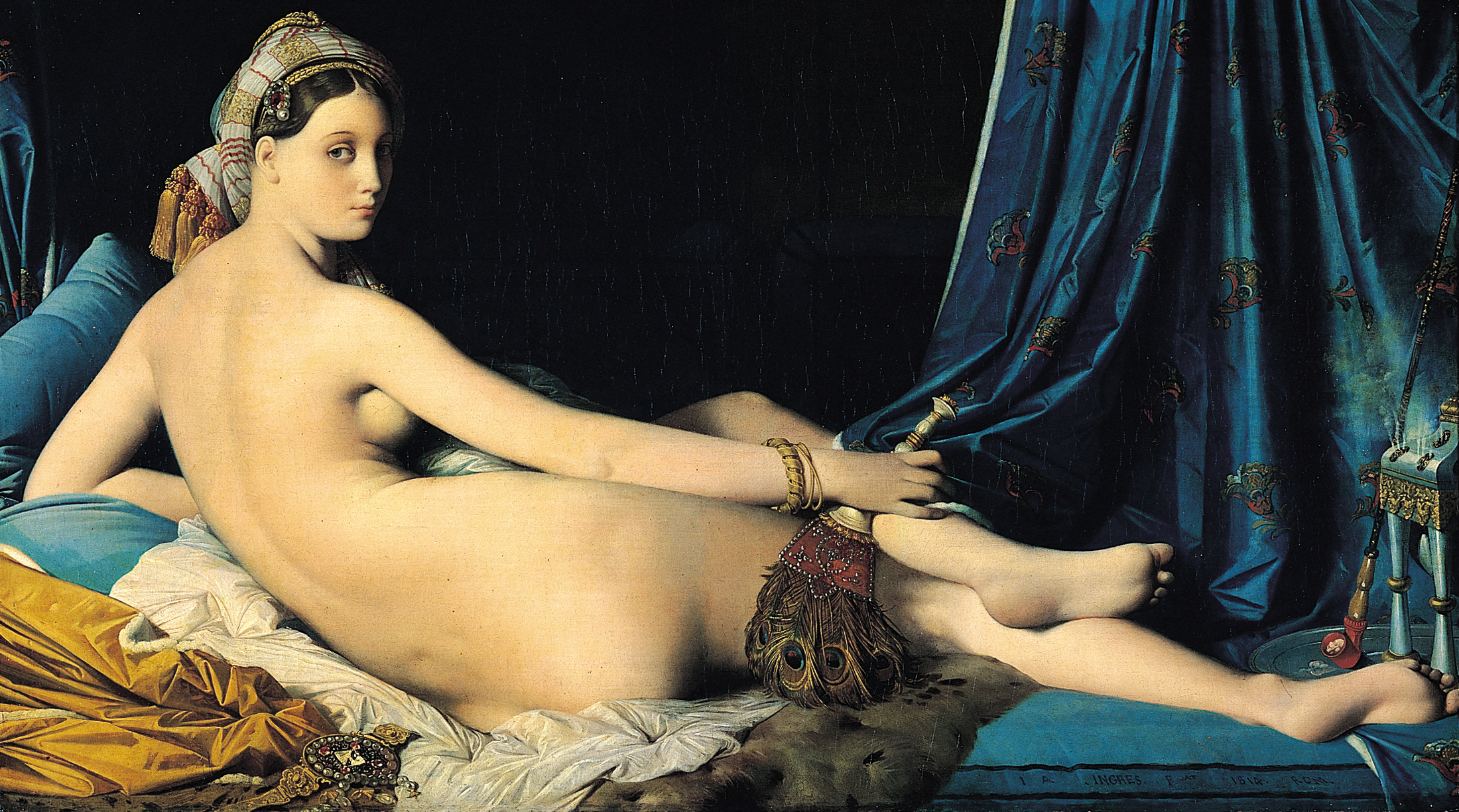
Velká odaliska – Jean Auguste Dominique Ingres (1814)
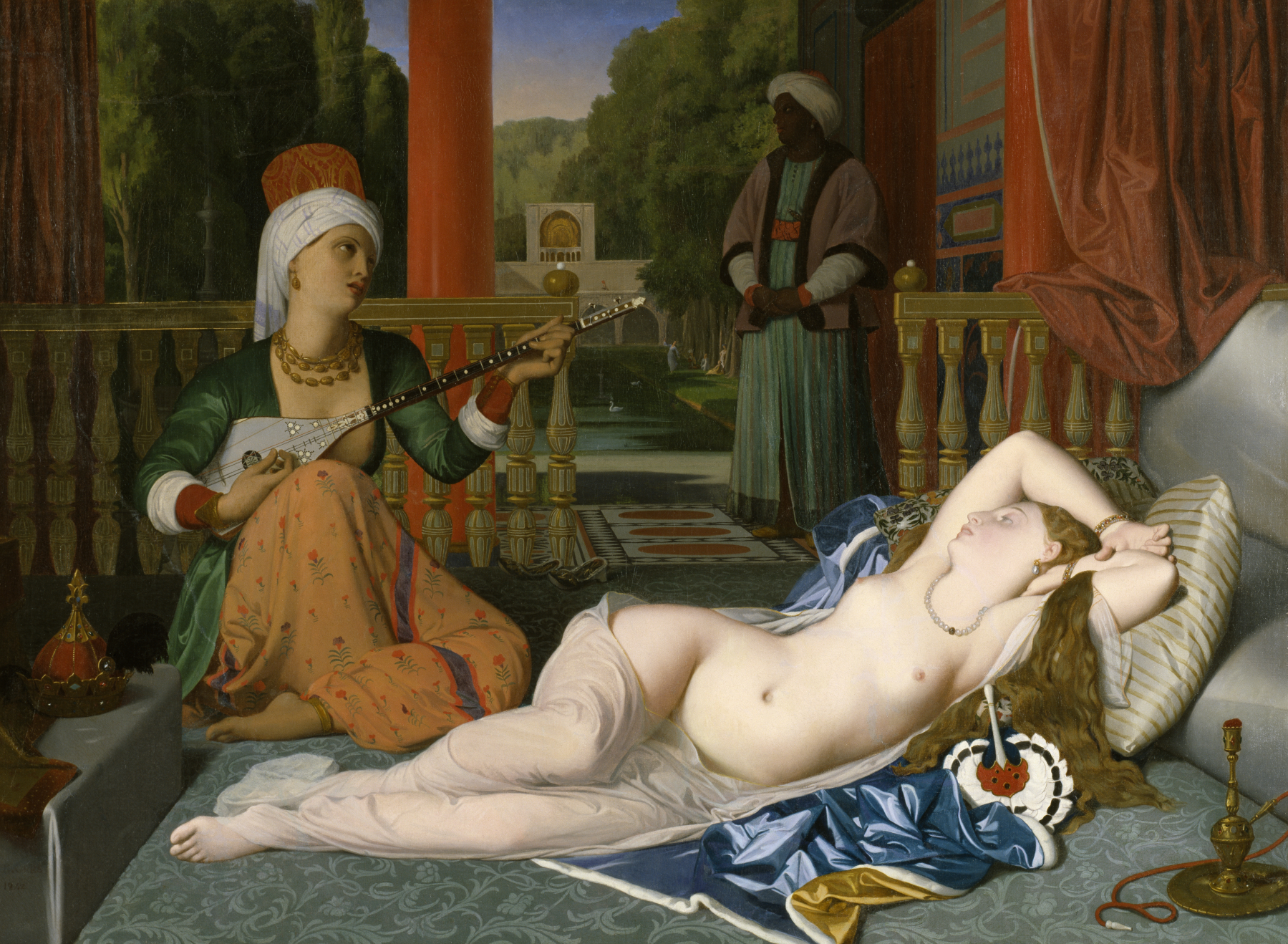
Odaliska s otrokem – Jean Auguste Dominique Ingres, namalováno r. 1842
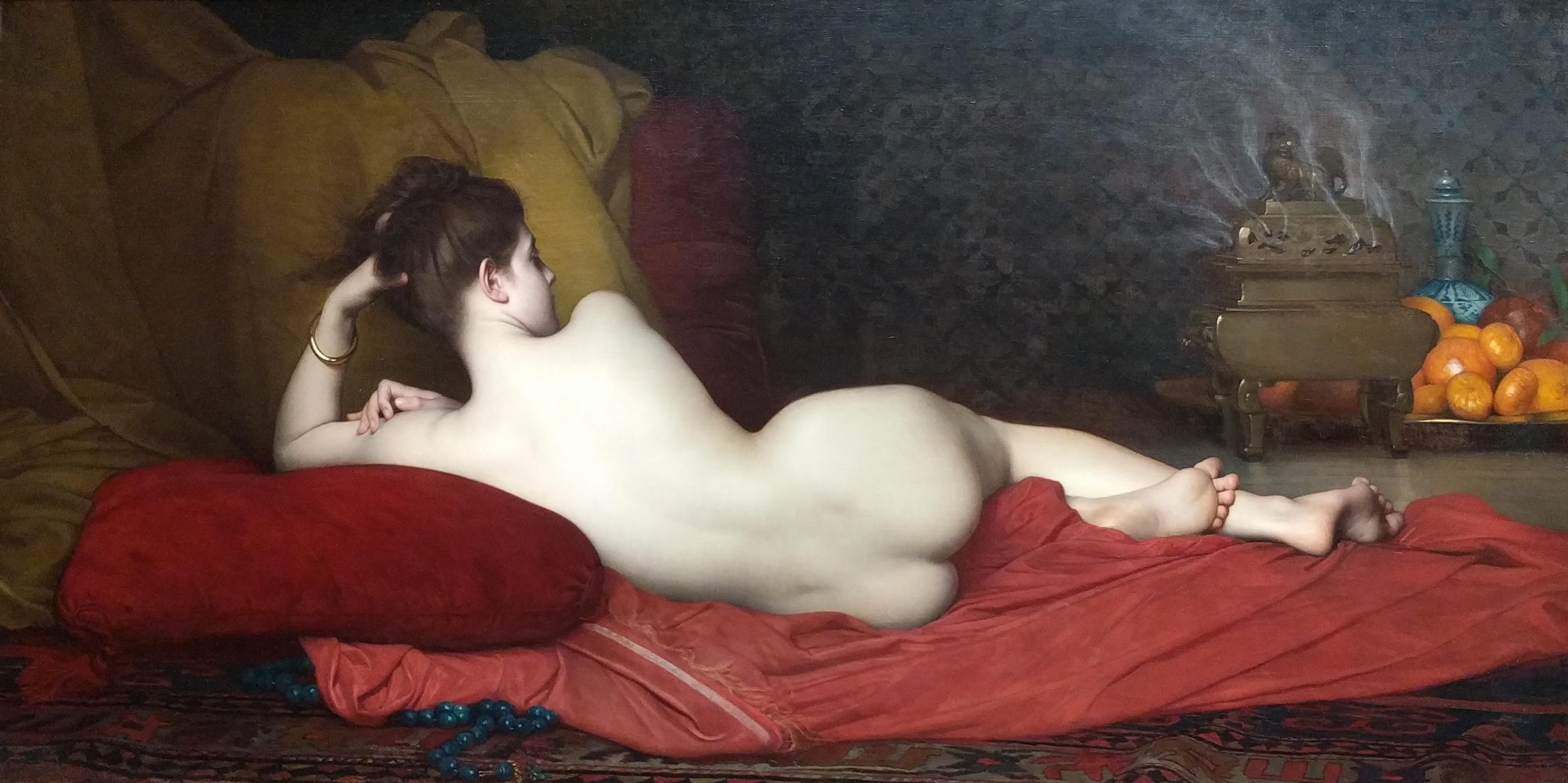
Odaliska – Jules Joseph Lefebvre (1874)
Verze od Françoise Bouchera, 1740